# Застава Мастер ФЛГ
Застава Мастер ФЛГ је полуаутоматско оружје засновано на смањеном дјеловању АК-47 у калибру 9х19мм. У почетку је била израђена за извоз, али је само 20 направљено прије него што је Застава завршила производњу. Ово оружје је направљено од пластике и челика.

## Карактеристике
Ова пушка функционише по принципу позајмице барутних гасова. Ова пушка се може користити у блиским борбама, падобранским акцијама, противтерористичким акцијама (код спашавања талаца), заштита мјеста или масовног окупљања или за личну заштиту појединих војника.
Током израде посебно се пазило на сигурносне детаље. Да би се спријечило нежељено пуцање (када се ово оружје испусти или удари), ово оружје пуца из затвореног, поптуно закључаног, ротирајућег вијка. Унутрашња ручица блокира механизам ако вијак није потпуно затворен. Све операције се могу извести без помјерања прста са заштите окидача. Овај аутомат је опремљен са горњом и доњом хватаљком.
Габарити и масе затварача су доста умањени, а редукована је и сила повратне опруге. Комора гасног повратника смјештена је одмах иза лежишта метка. Клип гасног повратника који је на М70-ки био саставни дио носача затварача, потпуно је одбачен. Носачу затварача неопходни импулс од 200 daN (200 дека њутна) давала су 2 гасна потискивача. Један потискивач је био изнад, а други са десне стране лежишта метка. Основни принцип рада затварача је био исти као и код пушке М70. Након добијања иницијалног импулса усљед удара потискивача, носач се извјестан дио пута кретао уназад самостално. За то вријеме, предња косина жлијеба дејствовала је на испуст за вођење затварача, окретале га улијево одбрављивала; даљи ход уназад носач и затварач су настављали заједно. Због смањења инерционих маса и силе повратне опруге, циклично кретање овог склопа било би знатно спорије, односно, не би обезбјеђивали потребну каденцу, сигурно „храњење” муницијом и забрављивање. Конструктор је овај проблем ријешио уградњом два „буфера” у задњи дио носача затварача. „Буфере” су чинили челични цилиндри које су ван лежишта потискивале сопствене опруге. Ова новина је имала двоструку функцију. У задњој тачки хода затварача, клипови су ударали у сандук и сабијали своје опруге, чиме се амортизовала сила трзања. У другој фази, сила сабијених опруга „буфера”, заједно са силом повратне опруге, потискивале су носач затварача унапријед довољно снажно да је оружје функционисало нормално, и достижући каденцу од 850 метака у минути. Сигурности рада доприносило је и троструко вођење носача затварача: бочно, по испустима сандука, на вођици и унутар саме вођице. Због тога је дводјелна вођица повратне опруге, стандард код М70, била замјењена краћим, монолитним челичним цилиндром који се предњим дијелом ослањао изнад лежишта метка. На задњем дијелу налазио се испуст утврђивача поклопца и пета. Но, за разлику од М70, утврђивач пете са својом опругом био је смјештен аксијално у продужетку пете и залазио у отвор вођице. Овим рјешењем је омогућено једноставније отварање преклопног поклопца, притиском палцем једне руке на пету. Знатно је поједностављено и расклапање кундака. Притиском горњим дијелом шаке на утврђивач смјештен непосредно изнад рукохвата, кундак се ослободио и трзањем руке у десну страну аутоматски се исправљао. Склоп механизма за окидање, скоро у порпуности је био преузет са М70, био је смјештен изнад самог пиштољског рукохвата. Да би се омогућило правилно и удобно дејство оружјем, горњи дио обараче је спојен са репом посебном полугом. Увођење полуге омогућило је мекше и равномјерније окидање и подешавање силе окидања од od 0,8-1,5daN. Полуга регулатора паљбе премјештена је на лијеву страну сандука а конструктивно и ергономски ријешена је знатно повољније од старе „руске” пресоване лимене полуге. Уводник оквира је продужен, што је гарантовало сигурније вођење и фиксирање. Тврдо хромирана цијев је израђена од специјалног челика специјално освојеног за цијеви митраљеза, што је гарантовалу њену дуговјечност. Кућиште аутомата је произвођено пресовањем квалитетних ваљаних челилних лимова, функционални дијелови оружја — од челичних отквитака или вученог челика. Рукохват и дијелови кундака су изведени од квалитетних полимера.

## Варијанте
Мастер ФЛГ породица се састоји од:
- Мастер ФЛГ (обична верзија)
- Мастер ФЛГ П (верзија са пригушивачем)
- Мастер ФЛГ К (верзија са скраћеном цијеви са заштитом прстију и без кундака за чуваре и за скривено ношење.)[2]